# Porcellanidae
Los cangrejos de porcelana son crustáceos decápodos de la extensa familia Porcellanidae, que superficialmente se asemejan a los cangrejos verdaderos. Tienen cuerpos aplanados como adaptación para vivir en grietas de rocas. Son delicados, pierden fácilmente sus extremidades al ser atacados y utilizan sus grandes pinzas para mantener sus territorios. Aparecieron por primera vez en el Titoniano del Jurásico Superior, hace entre 145 y 152 millones de años.

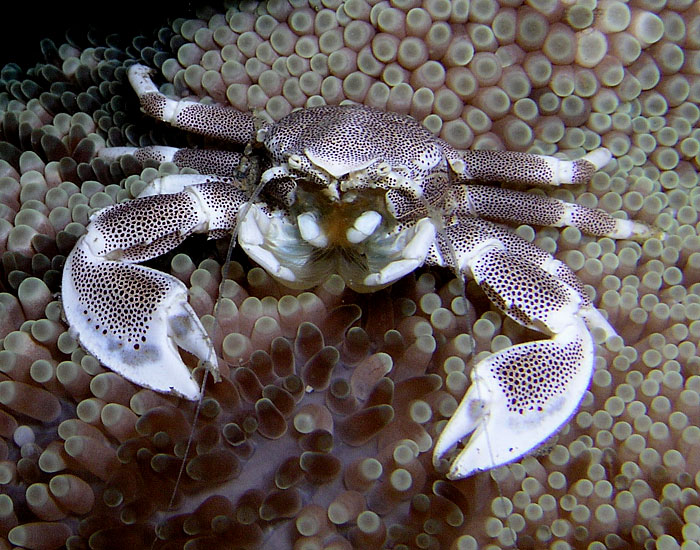
Neopetrolisthes maculatus

## Descripción
Los cangrejos de porcelana son pequeños, generalmente con un ancho corporal inferior a 15 milímetros. Comparten la estructura corporal general de una langosta, pero sus cuerpos son más compactos y aplanados, una adaptación para vivir y esconderse bajo las rocas. Los cangrejos de porcelana son animales bastante frágiles y a menudo mudan sus extremidades para escapar de los depredadores, de ahí su nombre. El apéndice perdido puede volver a crecer tras varias mudas. Los cangrejos de porcelana tienen grandes quelas (pinzas), que utilizan para las luchas territoriales, pero no para capturar alimento. El quinto par de pereiópodos es reducido y se utiliza para la limpieza.

## Evolución
Los cangrejos porcelana son un caso de carcinización, un proceso evolutivo en el que un animal no relacionado con los cangrejos verdaderos adopta una forma similar. Aunque se parecen, se diferencian por tener tres pares de patas caminadoras visibles (el cuarto está reducido y pegado al caparazón), antenas largas situadas por fuera de los ojos, y un abdomen largo y móvil doblado bajo el cuerpo.

## Diversidad
Hasta 2018, se habían descrito unas 4.723 especies vivientes de cangrejos porcelana, distribuidas en 30 géneros.
- Aliaporcellana Nakasone & Miyake, 1969
- Allopetrolisthes Haig, 1960
- Ancylocheles Haig, 1978
- Capilliporcellana Haig, 1978
- Clastotoechus Haig, 1960
- Enosteoides Johnson, 1970
- Euceramus Stimpson, 1860
- Eulenaios Ng & Nakasone, 1993
- Heteropolyonyx Osawa, 2001
- Heteroporcellana Haig, 1978
- Liopetrolisthes Haig, 1960
- Lissoporcellana Haig, 1978
- Madarateuchus Harvey, 1999
- Megalobrachium Stimpson, 1858
- Minyocerus Stimpson, 1858
- Neopetrolisthes Miyake, 1937
- Neopisosoma Haig, 1960
- Novorostrum Osawa, 1998
- Orthochela Glassell, 1936
- Pachycheles Stimpson, 1858
- Parapetrolisthes Haig, 1962
- Petrocheles Miers, 1876
- Petrolisthes Stimpson, 1858
- Pisidia Leach, 1820
- Polyonyx Stimpson, 1858
- Porcellana Lamarck, 1801
- Porcellanella White, 1852
- Pseudoporcellanella Sankarankutty, 1962
- Raphidopus Stimpson, 1858
- Ulloaia Glassell, 1938